# Leichtathletik-Europameisterschaften 1969/Hochsprung der Frauen

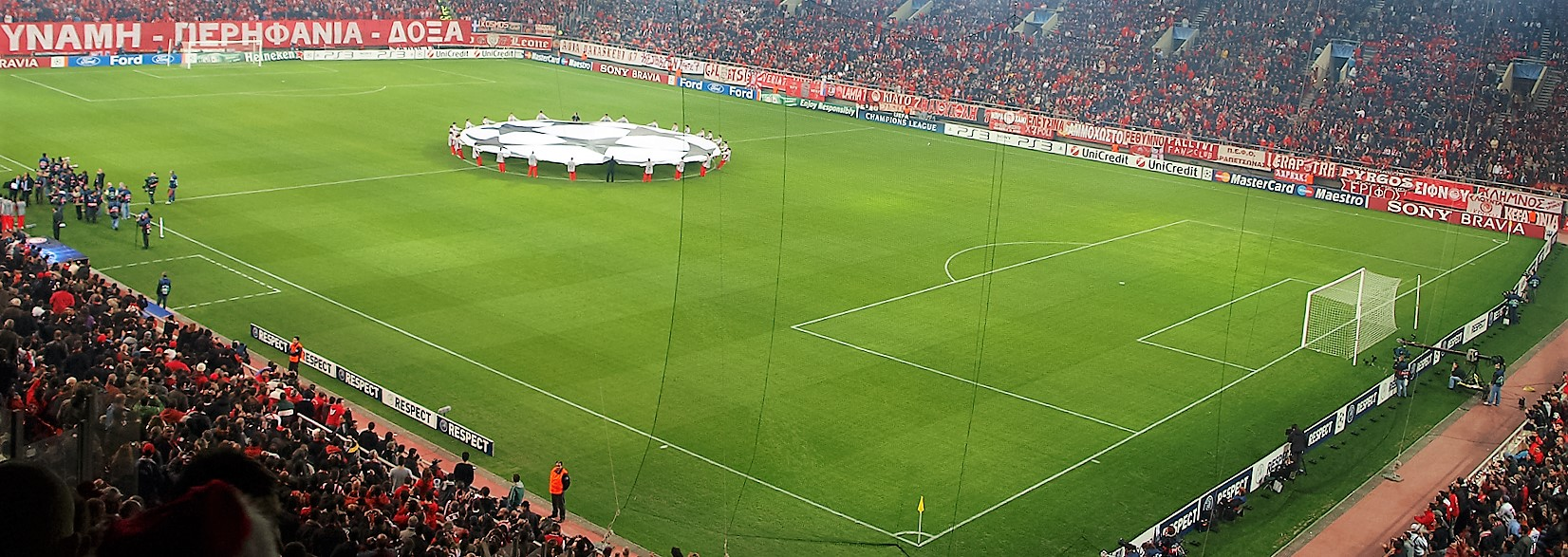
Das Karaiskakis-Stadion im Jahr 2009

Der Hochsprung der Frauen bei den Leichtathletik-Europameisterschaften 1969 wurde am 16. und 18. September 1969 im Athener Karaiskakis-Stadion ausgetragen.
In diesem Wettbewerb gab es mit Gold und Bronze zwei Medaillen für die Hochspringerinnen aus der Tschechoslowakei. Europameisterin wurde die Olympiasiegerin von 1968 Milena Rezková. Sie gewann vor Antonina Lasarewa aus der Sowjetunion. Bronze ging an Mária Mračnová.

## Rekorde

### Bestehende Rekorde
| Weltrekord           | 1,91 m | Iolanda Balaș | Sofia, Bulgarien        | 16. Juni 1961      |
| Europarekord         | 1,91 m | Iolanda Balaș | Sofia, Bulgarien        | 16. Juni 1961      |
| Meisterschaftsrekord | 1,83 m | Iolanda Balaș | EM Belgrad, Jugoslawien | 14. September 1962 |

### Rekordegalisierungen
Der bestehende EM-Rekord von 1,83 m wurde bei diesen Europameisterschaften im Finale am 18. September von vier Athletinnen egalisiert:
- Milena Rezková (Tschechoslowakei), Europameisterin
- Antonina Lasarewa (Sowjetunion), Vizeeuropameisterin
- Mária Mračnová (Tschechoslowakei), Bronzemedaillengewinnerin
- Rita Schmidt (DDR), Rang vier

Der Welt- und Europarekord war um neun Zentimeter höher.

## Qualifikation
16. September 1969
23 Teilnehmerinnen traten in zwei Gruppen zur Qualifikationsrunde an. Dreizehn Athletinnen (hellblau unterlegt) übertrafen die Qualifikationshöhe für den direkten Finaleinzug von 1,74 m. Damit war die Mindestanzahl von zwölf Finalteilnehmerinnen erreicht.
Die Zuordnung der Athletinnen in die beiden unten aufgeführten Gruppen A und B ist in den Quellen teilweise abweichend dargestellt und deshalb nicht ganz eindeutig. Das hat jedoch keine Auswirkungen auf die angegebenen erzielten Höhen sowie die Angabe zur Finalqualifikation bzw. zum Ausscheiden der einzelnen Teilnehmerinnen.

### Gruppe A
| Platz | Name              | Nation           | Höhe (m) |
| ----- | ----------------- | ---------------- | -------- |
| 1     | Rita Schmidt      | DDR              | 1,74     |
| 1     | Snežana Hrepevnik | Jugoslawien      | 1,74     |
| 1     | Barbara Inkpen    | Großbritannien   | 1,74     |
| 1     | Dorothy Shirley   | Großbritannien   | 1,74     |
| 1     | Nina Bryntsewa    | Sowjetunion      | 1,74     |
| 1     | Antonina Lasarewa | Sowjetunion      | 1,74     |
| 1     | Karin Schulze     | DDR              | 1,74     |
| 1     | Mária Mračnová    | Tschechoslowakei | 1,74     |
| 1     | Jordanka Blagoewa | Bulgarien        | 1,74     |
| 10    | Danuta Berezowska | Polen            | 1,71     |
| 11    | Magdolna Csábi    | Ungarn           | 1,71     |
| 12    | Danuta Konowska   | Polen            | 1,71     |
| 13    | Kari Karlsen      | Schweden         | 1,68     |
| 14    | Moira Walls       | Großbritannien   | 1,65     |

### Gruppe B
| Platz | Name                | Nation           | Höhe (m) |
| ----- | ------------------- | ---------------- | -------- |
| 1     | Ilona Gusenbauer    | Österreich       | 1,74     |
| 1     | Milena Rezková      | Tschechoslowakei | 1,74     |
| 1     | Ghislaine Barnay    | Frankreich       | 1,74     |
| 1     | Jaroslava Valentová | Tschechoslowakei | 1,74     |
| 5     | Walentyna Kosyr     | Sowjetunion      | 1,71     |
| 6     | Nicole Denis        | Frankreich       | 1,71     |
| 7     | Virginia Ioan       | Rumänien         | 1,71     |
| 8     | Anne Lise Wærness   | Norwegen         | 1,68     |
| 9     | Beatrice Rechner    | Schweiz          | 1,65     |

## Finale

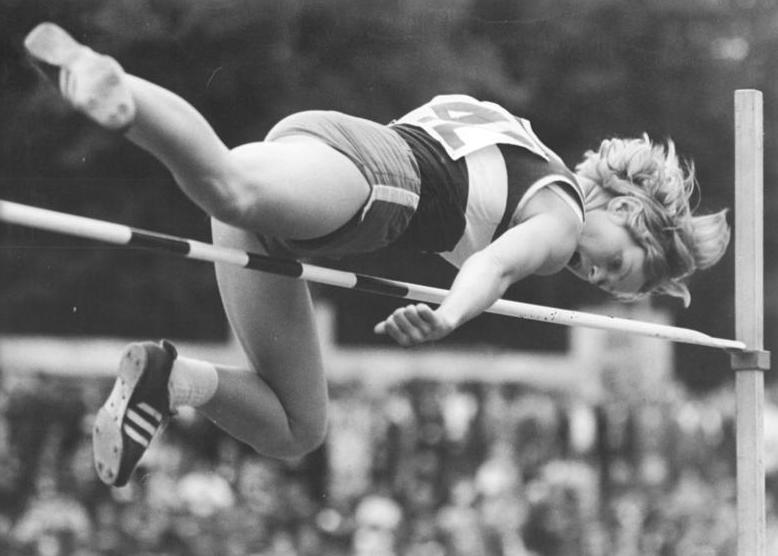
Rita Schmidt, Olympiafünfte von 1968 und später bekannt als Rita Kirst, belegte Rang vier

18. September 1969, 17.30 Uhr
| Platz | Name                | Nation           | Höhe (m) |
| ----- | ------------------- | ---------------- | -------- |
| 1     | Milena Rezková      | Tschechoslowakei | 1,83 CRe |
| 2     | Antonina Lasarewa   | Sowjetunion      | 1,83 CRe |
| 3     | Mária Mračnová      | Tschechoslowakei | 1,83 CRe |
| 4     | Rita Schmidt        | DDR              | 1,83 CRe |
| 5     | Karin Schulze       | DDR              | 1,77     |
| 6     | Snežana Hrepevnik   | Jugoslawien      | 1,77     |
| 7     | Ilona Gusenbauer    | Österreich       | 1,77     |
| 8     | Barbara Inkpen      | Großbritannien   | 1,77     |
| 9     | Ghislaine Barnay    | Frankreich       | 1,74     |
| 10    | Jaroslava Valentová | Tschechoslowakei | 1,74     |
| 11    | Dorothy Shirley     | Großbritannien   | 1,74     |
| 12    | Nina Bryntsewa      | Sowjetunion      | 1,71     |
| 13    | Jordanka Blagoewa   | Bulgarien        | 1,68     |

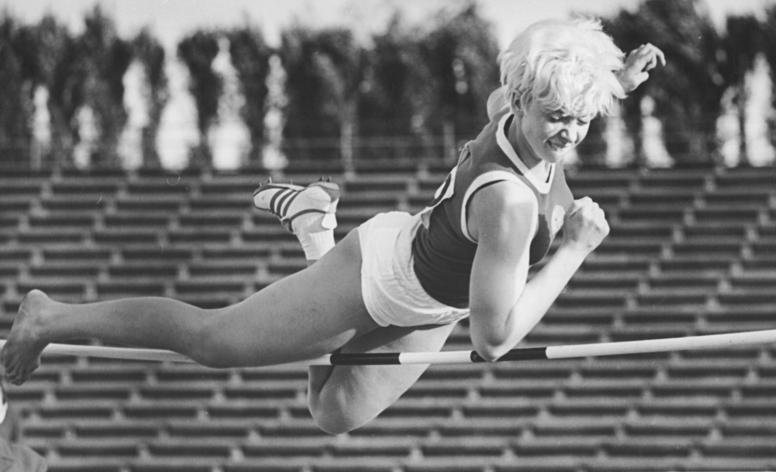
Karin Schulze erreichte Platz fünf
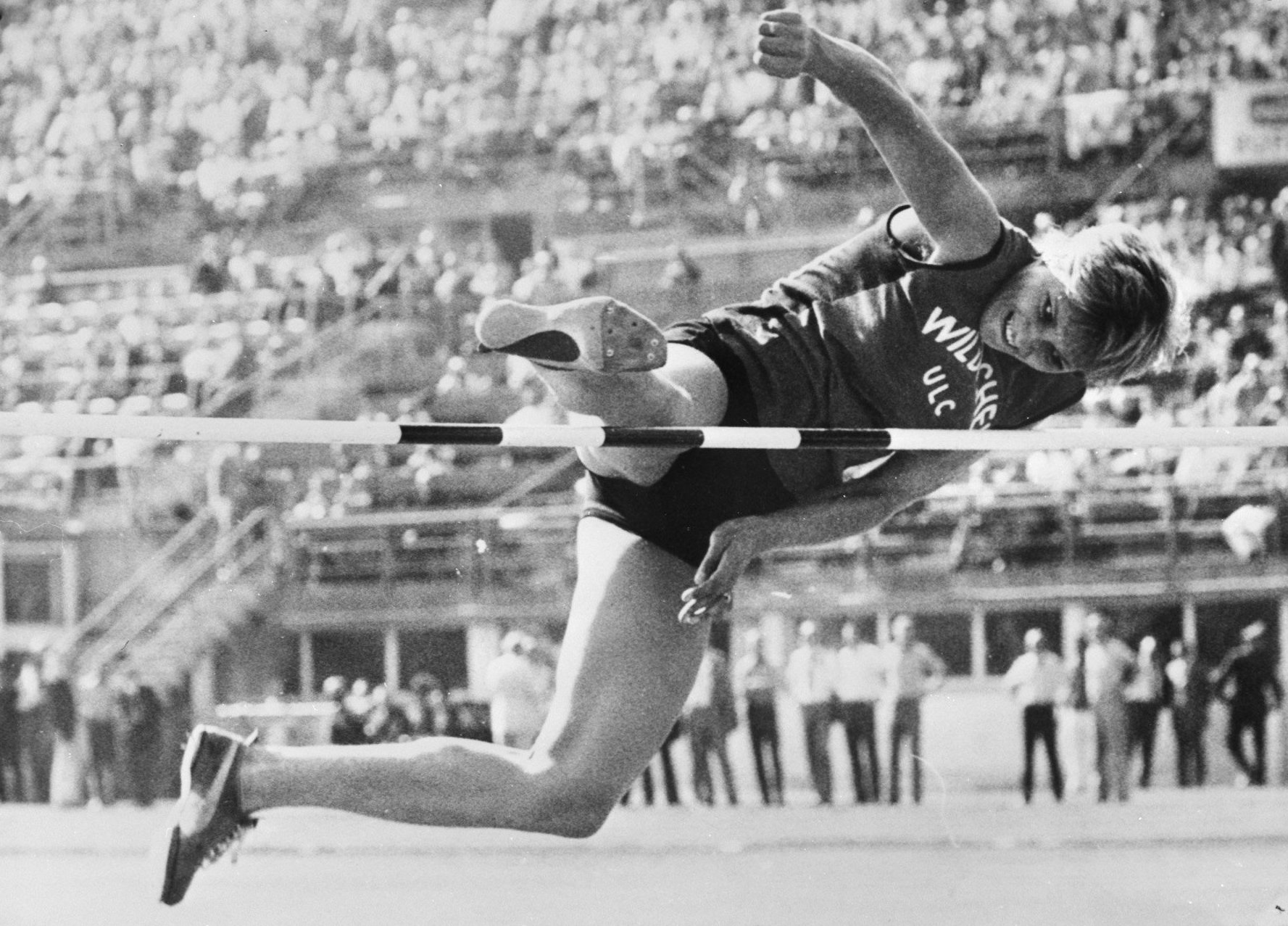
Die Olympiaachte von 1968 Ilona Gusenbauser kam auf den siebten Rang – 1971 eroberte sie den Weltrekord und wurde Europameisterin, 1972 gab es Olympiabronze
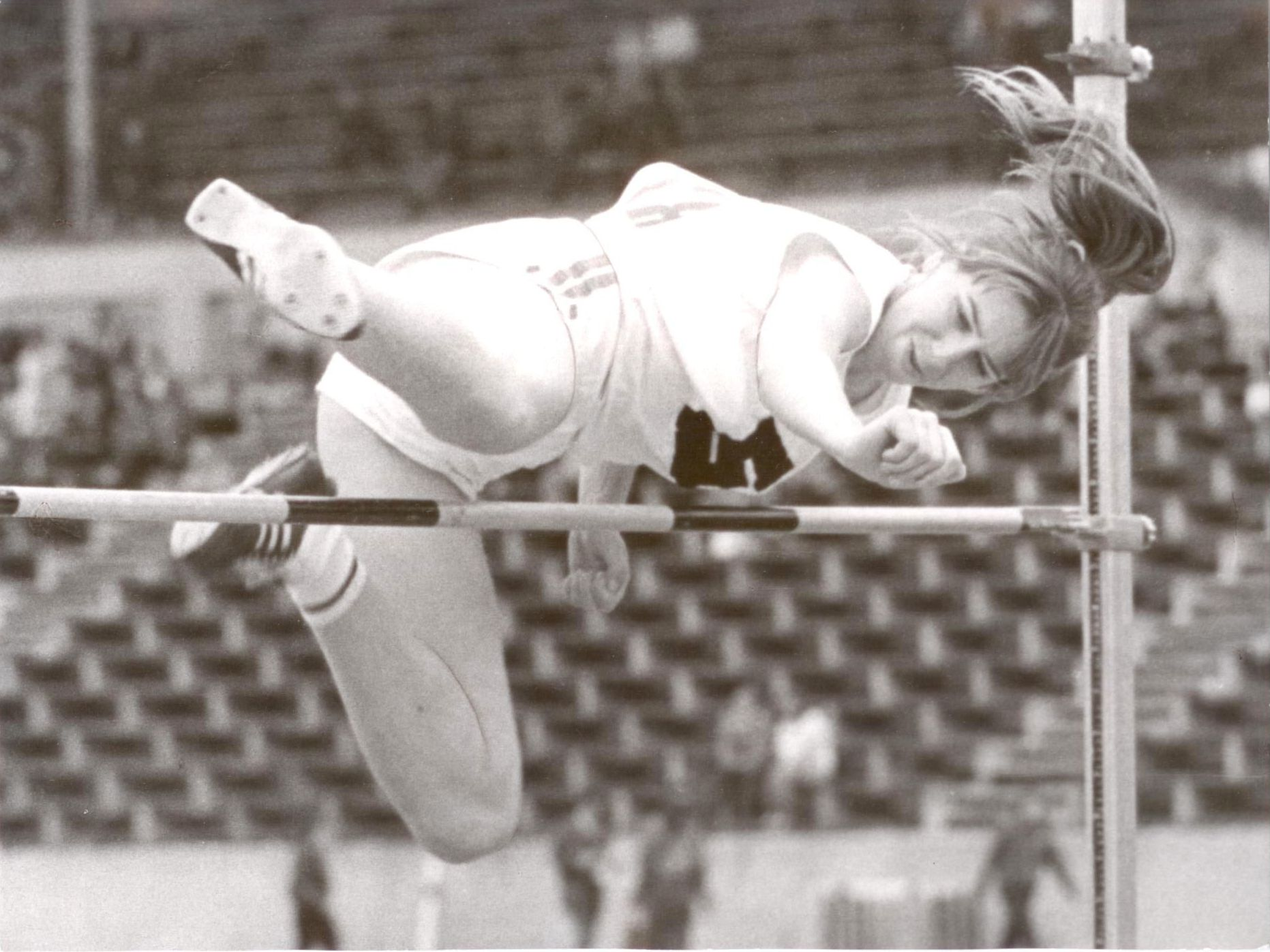
Rang zehn für Jaroslava Valentová
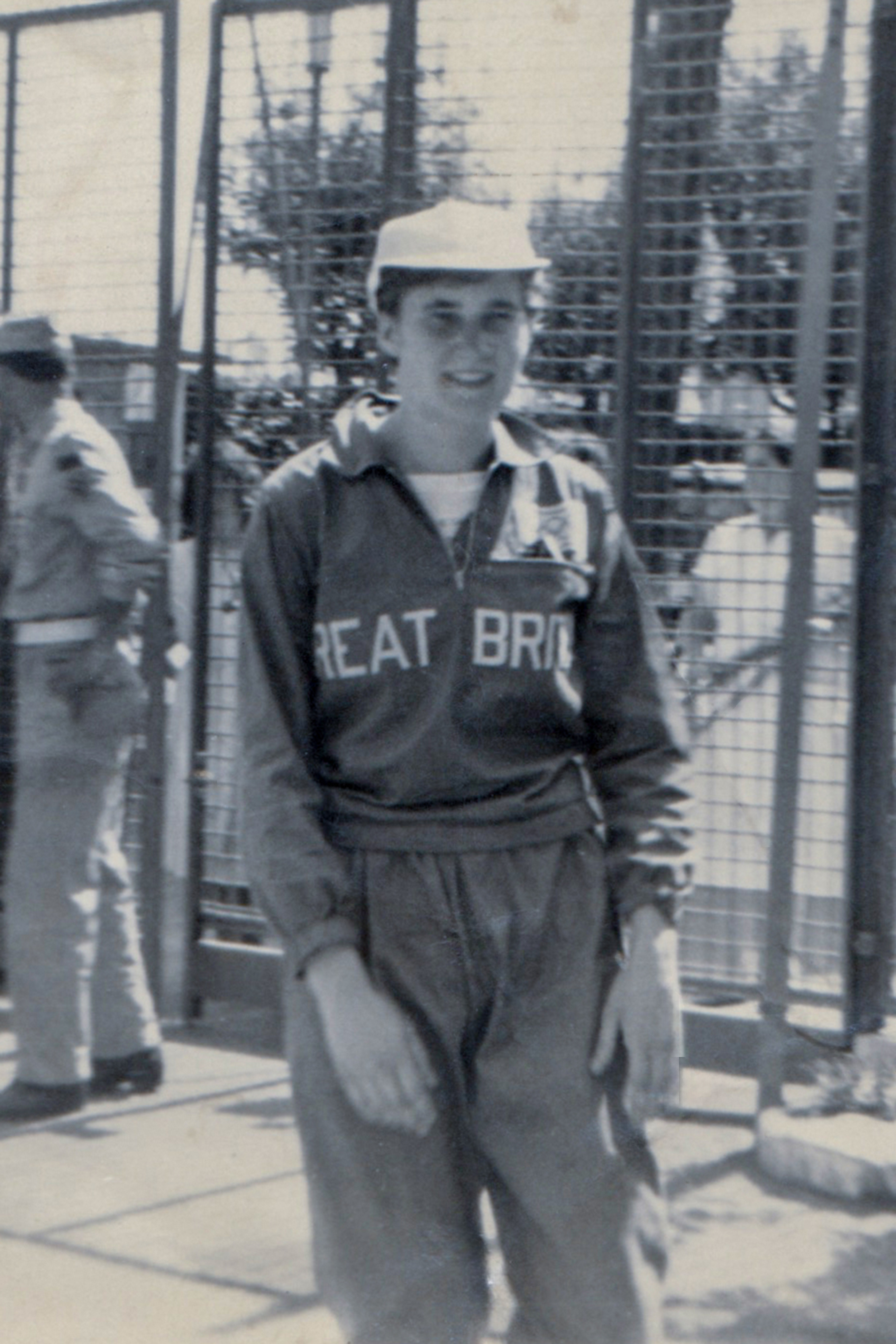
Die EM-Achte von 1966 Dorothy Shirley wurde Elfte in diesem Finale

## Videolinks
- EUROPEAN ATHLETICS 1969 ATHENS WOMEN HIGH JUMP SILVER LAZAREVA GOLD REZKOVA, youtube.com, abgerufen am 24. Juli 2022
- European Athletics Finals (1969), Bereiche: 0:59 min bis 1:07 min / 1:16 min bis 1:20 min, youtube.com, abgerufen am 24. Juli 2022